# YVKE Mundial Radio
YVKE Mundial Radio es una emisora radial venezolana, propiedad del Estado y dependiente del Ministerio del Poder Popular para la Comunicación y la Información, y por tanto integrante del Sistema Bolivariano de Comunicación e Información.

## Historia
Fue creada por el conocido radiodifusor Gonzalo Veloz Mancera, el 16 de junio de 1944, con el nombre de Radio Cultura y las siglas YVKE 1.050 AM. Originalmente Radio Cultura comienza a operar en la Urbanización El Paraíso, Caracas y luego de comprarla El Catire Isturiz, se instala de Puerto Nuevo a Puente Escondido, edificio Torre del Oeste el Silencio. Su frecuencia originalmente era de 1100 kHz. En 1969 en que cambia a la frecuencia de 550 kHz y cambia su nombre a Radio Mundial. En 1974 adquiere su nombre actual.
Posteriormente formó uno de los más populares circuitos radiales con el nombre de Cadena Radiofónica Nacional (CRN), integrada por las estaciones Radio Mundial en Caracas, Radio Universal en Maracay, Radio Mil en Morón y Puerto Cabello, Radio Tricolor en Barquisimeto, Ondas del Caribe en Punto Fijo, Radio Zulia en Maracaibo, Radio Caripito en Caripito, Radio Margarita en La Asunción, entre otras. Su programación estaba dirigida en canciones de los años 1950 y 1960.
En 1978 cambia su estilo a popular y surgen locutores de la talla de Pedro Montes, Agustín Bracho, Raúl Poletti, Enrique Bolívar Navas, Luis Alberto Albornoz; entre otros. Así mismo, se instala en la urbanización San Bernardino de Caracas. Más tarde, en los años 1990, se traslada a la urbanización Las Mercedes del Municipio Baruta, Estado Miranda. En ese entonces su espacio de música del recuerdo pasó a llamarse Colección de Oro.
Hasta el año 1999 conformaba el circuito Radio Cadena Mundial hasta su adquisición por parte del Estado venezolano ese mismo año. Muchas de las emisoras pertenecientes a dicho circuito desde entonces forman parte del privado Circuito Radio Venezuela.

## Frecuencias
Actualmente, el sistema radial opera cuatro emisoras AM en cuatro ciudades y cinco FM en cinco ciudades del país.
| Frecuencia AM | Frecuencia FM                     | Nombre            | Ciudad      | Estado           |
| ------------- | --------------------------------- | ----------------- | ----------- | ---------------- |
| 550 kHz       | 94.5 MHz                          | YVKE Mundial      | Caracas     | Distrito Capital |
| 1040 kHz      | 106.3 MHz                         | Mundial Los Andes | Mérida      | Mérida           |
| 1020 kHz      | 92.9 MHz                          | Mundial Margarita | La Asunción | Nueva Esparta    |
| 1070 kHz      | 102.1 MHz                         | Mundial Zulia     | Maracaibo   | Zulia            |
|               | 89.9 MHz (Apagada) fuera del aire | Mundial Valencia  | Valencia    | Carabobo         |
| 1340 kHz      |                                   | Mundial Barinas   | Barinas     | Barinas          |
| 550 kHz       | 103.3 MHz                         | YVKE Mundial      | La Guaira   | Vargas           |